# Samsung Galaxy S Duos 3
Samsung Galaxy S Duos 3 je duální smartphone se systémem Android. Smartphone byl vyráběn a uveden na trh společností Samsung Electronics. Telefon slouží jako bezprostřední nástupce původního Galaxy S Duos 2 z roku 2013. S Duos 3 ohlášen v srpnu 2014 a byl k dispozici ve stejném měsíci. Na rozdíl od jiných duálních modelů Samsung je tento telefon součástí špičkové řady „S“, proto je prodáván jako součást rodiny „Galaxy S“. Navzdory tomu, že se jedná o přímého nástupce původního telefonu S Duos 2, je vnější a fyzický design modelu totožný s původním modelem, s výjimkou tlačítka nabídky, které je nyní nahrazeno tlačítkem nedávných aplikací, a také s důrazem na interní aktualizace například vylepšený procesor a aktualizovaný operační systém Android. V současné době je k dispozici v mnoha asijských zemích.

## Specifikace

### Hardware a design
Konstrukce S Duos 3 je stejná jako u konstrukce S Duos a S Duos 2. Má o něco méně zaoblený tvar. S Duos 3 je k dispozici v barvě černé a bílé. Obrazovka S Duos 3 je 4,0 palcový TFT LCD panel s 233p, který je stejný jako u S Duos 2, ale neumožňuje automatické nastavení jasu . Má také docela špatný snímač vzdálenosti.

### Kamera
Galaxy S Duos 3 má 5mpx fotoaparát s LED bleskem a 0,3mpx fotoaparátem vpředu. Zadní kamera má 7 režimů fotografování a může nahrávat video v rozlišení 720p.
Volitelně může přijímat dva hovory současně, ale to vyžaduje, aby bylo na každém čísle nastaveno přesměrování na nedosažitelné, což je podmíněno dostupností od operátora a to může být zpoplatněno. 

### Baterie
S Duos 3 také obsahuje vyměnitelnou Li-Ion baterii o velikosti 1500 mAh. Trvá 4–5 hodin intenzivního používání a něco přes 3 hodiny hraní, než se vybije.

### Software
S Duos 3 je dodáván s Android 4.4.2 - KitKat a aktualizovaným softwarem Samsung TouchWiz Essence UX . S Duos 3 přidává některé z funkcí Galaxy S4 , jako jsou widgety. OS lze vylepšit na Android 5.1.1.